# أندي بيغز (سياسي)
أندي بيغز هو محامي وسياسي أمريكي، ولد في 7 نوفمبر 1958 في توسان في الولايات المتحدة. نشط حزبياً في الحزب الجمهوري.

## مناصب
- في انتخابات مجلس النواب الأمريكي 2018 [الإنجليزية]‏، انتخب عضو مجلس النواب الأمريكي عن دائرة الدائرة الكونغرسية الخامسة لأريزونا [الإنجليزية]‏ وقد انضم خلال فترته النيابية [الإنجليزية]‏ (2019 – 2021) للكتلة البرلمانية الحزب الجمهوري.
- في انتخابات مجلس النواب الأمريكي 2016، انتخب عضو مجلس النواب الأمريكي عن دائرة الدائرة الكونغرسية الخامسة لأريزونا [الإنجليزية]‏ وقد انضم خلال فترته النيابية [الإنجليزية]‏ (3 يناير 2017 – 3 يناير 2019) للكتلة البرلمانية الحزب الجمهوري.
- انتخب عضو مجلس النواب الأمريكي.
- انتخب عضو مجلس شيوخ أريزونا ‏ (2011 – 2016).
- انتخب عضو مجلس نواب أريزونا ‏ (2003 – 2011).

## وصلات خارجية
- الموقع الرسمي